# Nanorrhinum macilentum
Nanorrhinum macilentum är en grobladsväxtart som först beskrevs av Joseph Decaisne, och fick sitt nu gällande namn av Betsche. Nanorrhinum macilentum ingår i släktet Nanorrhinum och familjen grobladsväxter. Inga underarter finns listade i Catalogue of Life.